# MilaX
MilaX és una distribució Live CD petita d'OpenSolaris. Es pot executar des d'un miniCD, des d'una targeta comercial arrancable i des d'una unitat flash USB.
La versió actual està basada amb Solaris Nevada. Actualment es pot descarregar amb imatges ISO i USB. Es pot instal·lar al disc dur utilitzant una instal·lació arrancable ZFS. Està disponible per a plataformes x86 i SPARC.